# マックス・ザイラー
マックス・ザイラー（Max Sailer、1882年12月20日 - 1964年2月5日）は、ドイツのレーシングドライバー、技師、実業家である。レーシングドライバーとしては、ダイムラー社（Daimler Motoren Gesellschaft、DMG）の最初期のワークスドライバーであり、1910年代から1920年代前半にかけて活躍した。後にダイムラー・ベンツの取締役となる。

## 経歴
1902年11月26日にダイムラー社に入社し、技師として働き始めた。1905年7月に一旦退社し、アイゼナハの自動車工場で5年間働き、1910年10月1日に再びダイムラー社に戻った。

### レーシングドライバー
同社ではワークスドライバーとなって自動車レースに参戦し、1914年7月のフランスグランプリでは参戦全般の責任者を任された。このレースではライバルのプジョーチームが有力と思われていたが、ザイラーは自らが序盤でプジョーチームのエースであるジョルジュ・ボアロと首位争いを演じて翻弄する作戦を実行した。ザイラーは途中でエンジントラブルを起こしてリタイアしたが、ボアロもファイナルラップでリタイアしたことで、メルセデスチームの残りのメンバーで1-2-3フィニッシュを果たして、チームは完勝を遂げた。
その後、第一次世界大戦（1914年8月 - 1918年）を挟んで、1921年にメルセデスチームはレースに復帰した。ザイラーは同年のタルガ・フローリオで2位という結果を残し、翌年にはインディアナポリス500にも参戦した。

### 取締役
1924年限りでドライバーとして引退したザイラーは、翌1925年にダイムラー社の部門責任者となった。翌1926年にダイムラー社はベンツ社と合併してダイムラー・ベンツが設立される。やがてザイラーは同社の取締役となり、同社の全ての自動車を設計する中央設計本部の本部長の要職を務めるようになる。
1934年11月に同社の技術部長（開発部門のトップ）であるハンス・ニベルが急死したため、その地位を引き継ぎ、市販車とレーシングカーの両方について、車両開発全体の責任者となる。この職務は1940年4月にフリッツ・ナリンガーに譲るまで務め、1942年にはダイムラーを退職して、引退した。
その後は隠居生活を送り、1964年2月5日、塞栓症により故郷のエスリンゲン・アム・ネッカーで死去した。

## レース戦績

### インディアナポリス500
| 年     | シャシー   | エンジン   | スタート | フィニッシュ | チーム     |
| ------ | ---------- | ---------- | -------- | ------------ | ---------- |
| 1923年 | メルセデス | メルセデス | 20       | 8            | ダイムラー |

## 参考資料
書籍
- 菅原留意（著・作図）、1997-01-20、『メルセデス・ベンツ グランプリカーズ 1934-1955』、二玄社 ISBN 4-544-04053-1 NCID BA31839860 ASIN 4544040531
- 高斎正（著）、1998-10-01、『モータースポーツミセラニー 世界自動車レースの軌跡』、朝日ソノラマ ISBN 4-257-03548-X NCID BA38536346 ASIN 425703548X
- 赤井邦彦（著）、1999-10-28、『シルバーアロウの軌跡: Mercedes‐Benz Motorsport 1894〜1999』、ソニー・マガジンズ ISBN 4-7897-1417-9 NCID BA46510687 ASIN 4789714179